# Kauczuk akrylonitrylo-butadienowy
Kauczuk akrylonitrylo-butadienowy, NBR – organiczny związek chemiczny, rodzaj syntetycznego kauczuku będącego kopolimerem akrylonitrylu i butadienu. Stosowany do wyrobu m.in. uszczelek, elementów amortyzujących, tłumiących drgania i odbojów, opon, dętek, wykładzin, rękawiczek medycznych i innych. Znajduje zastosowanie w przemyśle spożywczym jako materiał na węże przesyłowe oraz uszczelnienia złączy.